# Église Saint-Aubin de Neuville-lès-Dieppe
L'église Saint-Aubin est la plus vieille église du Pollet, ce quartier formait une commune libre au début du XXe siècle. Elle fait partie de la paroisse de Dieppe nord avec l'ancienne commune de Neuville-lès-Dieppe.

## Historique

### La première église
Une église existait dans ce quartier de pécheurs dès le XIIIe siècle. Ce quartier ignore pratiquement le français au profit du cauchois normand jusqu'au milieu du XXe siècle, ce qui renforce la particularisme locale.
Elle fut néanmoins incendiée par les Protestants en 1562 lors des premières guerres de Religion auxquelles la paix de Saint-Germain mit un terme provisoire en 1570 sous le règne de Charles IX

### L'époque moderne et contemporaine
Au XVIIIe siècle le chœur fut embelli de boiserie peinte. Au XIXe siècle des panneaux représentant la Nativité furent peints et exposés dans l’église.

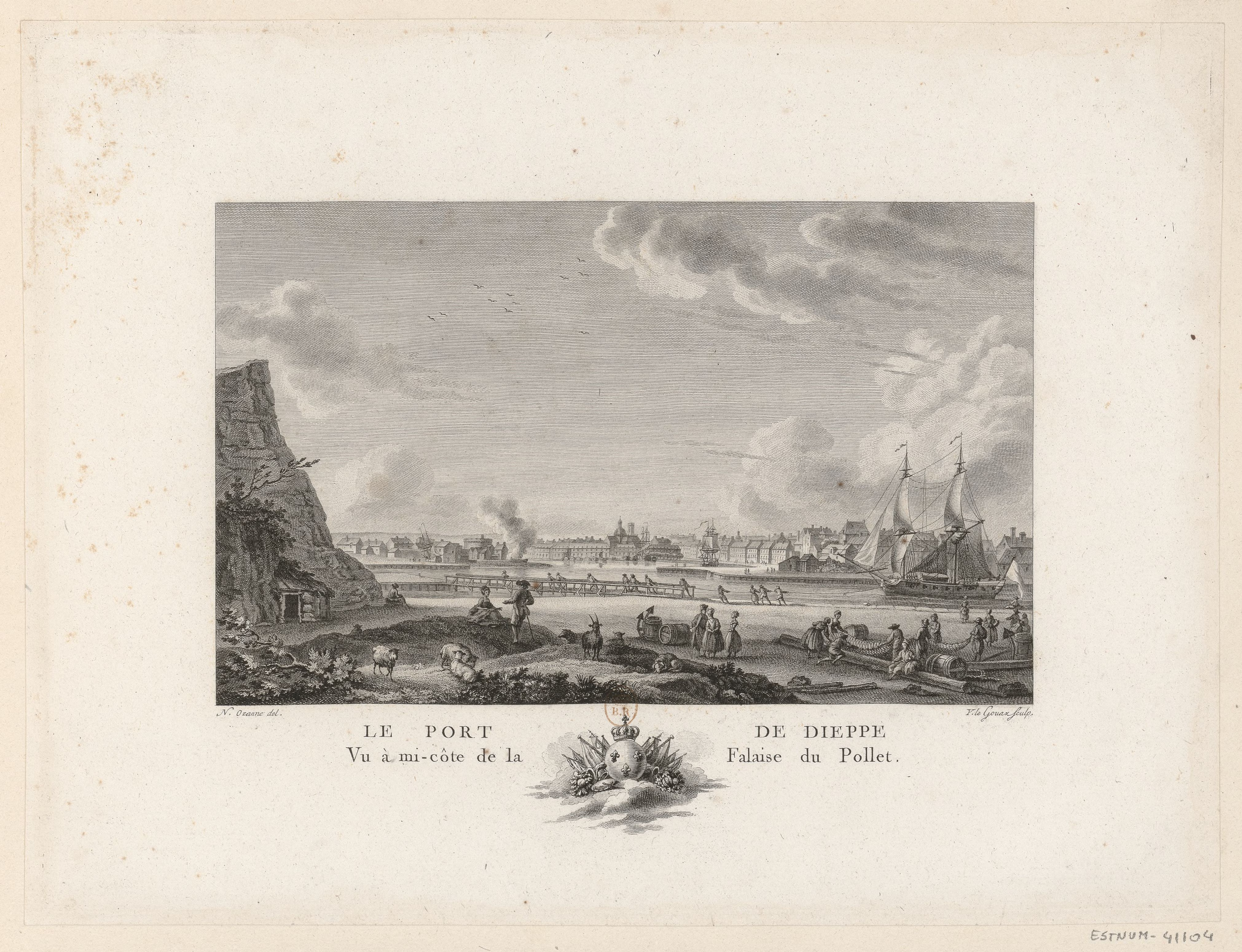
Gravure du XVIIe siècle représentant Dieppe et le faubourg du Pollet depuis la falaise.

## Architecture
Le style est composite. Il s'étend du XIIIe siècle au XVIIe siècle.